# Hanki
Hanki (deutsch Henkendorf) ist ein Dorf in der Landgemeinde (Gmina) Mirosławiec (Märkisch Friedland) im Powiat Wałecki (Deutsch Kroner Kreis) der polnischen Woiwodschaft Westpommern.

## Geographische Lage
Das Kirchdorf liegt im Netzedistrikt des ehemaligen Westpreußen, westlich des Großen Böthin-Sees, etwa zwanzig Kilometer westnordwestlich von Wałcz (Deutsch Krone) und vier Kilometer südöstlich von Mirosławiec (Märkisch Friedland).

## Geschichte
Ältere Ortsbezeichnungen sind Hennikendorp (1314), hinkindorp (1448), Hankyendorf (1468), im 17. Jahrhundert Henkendorp, neupolnisch Hanki. Das Dorf ist nach einem Wedel benannt, der Hennig hieß. Die Familie Wedel hatte in dieser Region bis 1374 umfangreichen Landbesitz, der anschließend an die Familie Güntersberg kam, die im 18. Jahrhundert ausgestorben ist.
Henkendorf befand sich um 1783 im Besitz des Freiherrn von Blankenburg, dem außerdem noch die Stadt Märkisch Friedland sowie Zadow und einige andere Ortschaften gehörten. Das Dorf hatte eine evangelische Kirche, die eine Filiale von Märkisch Friedland war und unter dem Patronat des Barons von Blankenburg stand.
Um 1930 hatte Henkendorf zwei Wohnstätten:
- Henkendorf
- Nierosen

Im Jahr 1945 gehörte Henkendorf zum Landkreis Deutsch Krone im Regierungsbezirk Grenzmark Posen-Westpreußen der preußischen Provinz Pommern des Deutschen Reichs. Henkendorf war Sitz des Amtsbezirks Henkendorf.
Im Februar 1945 wurde Henkendorf von der Roten Armee besetzt. Nach Beendigung der Kampfhandlungen wurde die Region seitens der sowjetischen Besatzungsmacht zusammen mit ganz Hinterpommern und der südlichen Hälfte Ostpreußens – militärische Sperrgebiete ausgenommen – der Volksrepublik Polen zur Verwaltung überlassen. Es wanderten nun Polen zu. Henkendorf wurde unter der polnischen Ortsbezeichnung „Hanki“ verwaltet. In der Folgezeit wurde die einheimische Bevölkerung von der polnischen Administration aus Henkendorf vertrieben.

### Demographie
| Jahr | Einwohner | Anmerkungen |
| ---- | --------- | --- |
| 1783 | –         | adliges Dorf und Vorwerk, nebst einer evangelischen Kirche, im Netzedistrikt in Westpreußen, Kreis Krone, 29 Feuerstellen (Haushaltungen) |
| 1818 | 218       | adliges Dorf |
| 1910 | 343       | am 1. Dezember, sämtlich Evangelische, keine Einwohner mit polnischer Muttersprache                                                       |
| 1925 | 430       | darunter 418 Evangelische, fünf Katholiken und sieben Einwohner ohne Angaben zum Glaubensbekenntnis                                       |
| 1933 | 466       | [ 8 ] |
| 1939 | 476       | [ 8 ] |

## Kirche
Die Protestanten der bis 1945 anwesenden Dorfbevölkerung gehörten zum evangelischen Kirchspiel Märkisch Friedland und besuchten die evangelische Filialkirche in Henkendorf.